# South of the Moon
South of the Moon è film del 2008 diretto da Antonio DiVerdis.

## Trama
Il film racconta la storia del dodicenne Coleman Hawkins che inizia a vivere i primi turbamenti amorosi e di suo zio Matt anch'esso alle prese con problemi di difficile soluzione.

## Premi
| Anno | Manifestazione                      | Premio            | Categoria                        | Ricevente        | Risultato       |
| ---- | ----------------------------------- | ----------------- | -------------------------------- | ---------------- | --------------- |
| 2009 | Tiburon International Film Festival | Golden Reel Award | Miglior colonna sonora originale | Antonio DiVerdis | Vincitore/trice |